# تورج رهنما
تورج رهنما (متولد ۱۴ فروردین ۱۳۱۶ در اهواز – درگذشته ۲۱ اسفند ۱۴۰۳) مترجم، شاعر و پژوهشگر زبان و ادبیات آلمانی بود.

## زندگی
رهنما تحصیلات ابتدایی و دبیرستان را در ایران گذراند. سپس برای ادامه تحصیل به آلمان رفت و در دانشگاه مونیخ دررشته پزشکی ثبت‌نام کرد. در حدود دو ماه به آموختن زبان آلمانی در انیستیتو گوته پرداخت. او چهار سال در رشته پزشکی تحصیل کرد، ولی با موافقت دانشگاه و سفارت آلمان رشته تحصیلی‌اش را تغییر داد؛ بعد در رشته ادبیات آلمانی، روان‌شناسی و تعلیم و تربیت ادامه تحصیل داد و موفق به اخذ درجه فوق لیسانس در همان رشته شد و بعد به ایران بازگشت. رهنما از دولت اتریش برای ادامه تحصیل بورس گرفت و در دانشگاه زالتسبورگ تا مقطع دکتری ادامه تحصیل داد و رساله دکتری خود را تحت عنوان «بازتاب نظریه‌های روانکاوی در ادبیات معاصر آلمان» نوشت.

### تألیف
- در جستجوی صبح، در جاده‌های مه‌آلود (۵۰ داستان غیرمتعارف)، ناشر: نشر چشمه
- جایگاه داستان کوتاه در ادبیات امروز ایران: پیش زمینه، پیشگامان، نمونه‌ها (۱۸ داستان از ۱۸ نویسنده)، ناشر: اختران
- مازندران، سرزمینی افسانه‌ای است: قصه‌هایی برای کودکان ریش‌دار، ناشر: بهجت
- در آستانه فصلی سرد، داستان‌های کوتاه از زنان قصه‌نویس امروز ایران، مشترکاً با سوزان گویری، ناشر: روشنگران و مطالعات زنان - ۱۳۸۲
- در ستایش گردآفرید و دستپختش (داستان‌هایی برای کودکان ریش دار)، ناشر: افراز
- شب هزار و دوم، اردشیر رستمی (نقاش)، ناشر: نشر چشمه
- از دفتر خاطرات یک کاکتوس: گزیده اشعار ۱۳۵۰–۱۳۷۵، ناشر: ققنوس - ۱۳۸۲
- از شعر خاکستری تا شعر سپید (گردآورنده)، ناشر: ققنوس
- شعر، رهائی است: نمونه‌هایی از شعر امروز ایران (گردآورنده)، ناشر: ققنوس
- میراث فرزندان عبید (طنز در آثار داستان‌نویسان امروز)، (مقدمه)، ناشر: قطره
- خاتون در آینه: تصویر زن در آثار داستان‌نویسان معاصر ایران، ناشر: شرکت مطالعات نشر کتاب پارسه
- یک عمر در خدمت دو فرهنگ، مشترکاً با سوزان گویری، ناشر: بهجت
- ادبیات امروز آلمان، ناشر: نشر چشمه[۶]

### ترجمه
- چهره غمگین من: نمونه‌هائی از داستان‌های کوتاه آلمانی (۱۹۴۵–۱۹۸۵)، هاینریش بل، ناشر: نشر چشمه
- دفاع از گرگ‌ها: نمونه‌هایی از شعر امروز آلمان، ناشر: نشر چشمه
- خاطرات بندباز پیر، ناشر: نشر مرکز
- کلاف سردرگم: گزیده‌ای از داستان‌های امروز (دو زبانه: فارسی - آلمانی)، آنالیزه قهرمان (مترجم)، زیگر لطفی (مترجم)، ناشر: دات
- سه نمایشنامه‌نویس بزرگ جهان (برشت، فریش، دورنمات)، ناشر: افراز[۷][۸]